# Rainbow Over Texas
Rainbow Over Texas è un film del 1946 diretto da Frank McDonald.
È un film western statunitense con Roy Rogers, George 'Gabby' Hayes e Dale Evans.

## Produzione
Il film, diretto da Frank McDonald su una sceneggiatura di Gerald Geraghty con il soggetto di Max Brand, fu prodotto da Edward J. White per la Republic Pictures e girato a Santa Clarita in California.

## Colonna sonora
- Little Senorita - scritta da Jack Elliott e Glenn Spencer, cantata da Roy Rogers e Dale Evans
- Rainbow Over Texas - scritta da Jack Elliott, cantata da Roy Rogers e Dale Evans, with Bob Nolan e dai Sons of the Pioneers
- Texas, U. S. A. - scritta da Tim Spencer, cantata da Roy Rogers, Bob Nolan e dai Sons of the Pioneers
- Cowboy Camp Meeting - scritta da Tim Spencer, cantata da Roy Rogers, Bob Nolan e dai Sons of the Pioneers
- Lights of Old Santa Fe - scritta da Jack Elliott, cantata da Roy Rogers e Dale Evans
- Don't Fence Me In - scritta da Cole Porter e Robert Fletcher

## Distribuzione
Il film fu distribuito negli Stati Uniti dal 9 maggio 1946 al cinema dalla Republic Pictures. È stato distribuito anche in Brasile con il titolo Arco-Íris do Texas.

## Promozione
La tagline è: "Roy's On The Trail Of Texas Renegades!... Ridin' into danger with a song on his lips!".